# Frank Herbert
Frank Herbert (Tacoma (Washington), 8 oktober 1920 – Madison (Wisconsin), 11 februari 1986) was een Amerikaans sciencefictionschrijver. Hij schreef een twintigtal romans en een veertigtal verhalen, maar is voornamelijk bekend van zijn zesdelige epos Dune (Duin).
Na zijn opleiding aan de Washington-universiteit in Seattle studeerde hij psychologie, ecologie en alternatieve energiebronnen. Hij was voornamelijk werkzaam als journalist en redacteur tot begin jaren zestig. Daarna heeft hij zich volledig op het schrijven van romans en verhalen gericht. Herbert is een van de belangrijkste sciencefictionauteurs na 1950. Hij had drie kinderen uit twee huwelijken.
Voor Duin heeft hij een Nebula Award (1965) en een Hugo Award (1966) ontvangen. Het verhaal sluit aan bij zijn belangstelling voor de ecologie en de psychologie, met betrekking tot de locatie en de uitwerking van de personages. In 1984 werd Duin een eerste maal verfilmd onder regie van David Lynch en met Kyle MacLachlan, Brad Dourif en Gordon Sumner in de hoofdrollen. Er werd een mini-tv-serie gemaakt (2001) over Duin en een tweede serie (2003) met als titel Kinderen van Duin. In 2021 verscheen de tweede verfilming van Duin in de bioscoop, deze maal van regisseur Denis Villeneuve. Het verhaal werd in meerdere delen  uitgebracht en was zowel in commercieel als artistiek opzicht een groot succes.

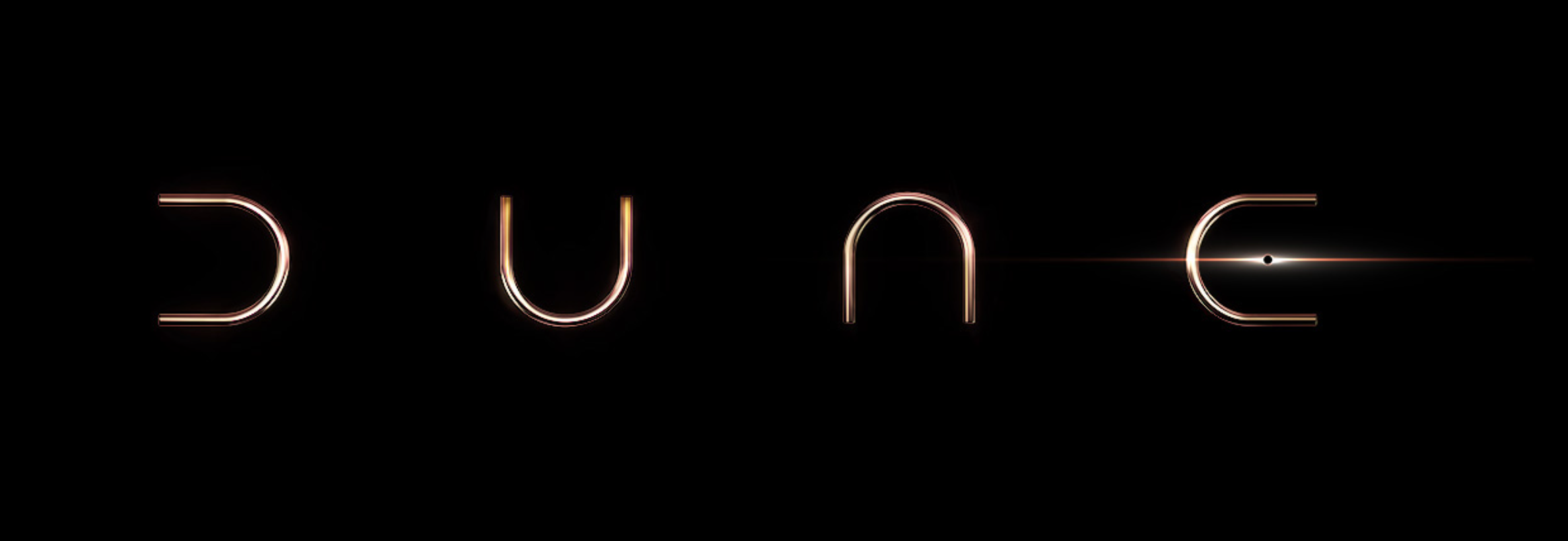
Dune logo in 2021

Na zijn overlijden zette zijn zoon Brian Herbert samen met Kevin J. Anderson de Dune-serie voort. Er bestaat echter een duidelijke stijlbreuk.

## Voetnoten
1. ↑  Sci-Fi Author of Best Seller 'Dune' Dead at 65 (12 februari 1986). Geraadpleegd op 24 oktober 2021.
2. ↑  Hoekstra, Cas, Denis Villeneuve doet er met Dune: Part Two nog een schepje bovenop. VPRO Gids - VPRO (26 februari 2024). Geraadpleegd op 10 maart 2024.

- Bibsys: 90067971
- Biblioteca Nacional de Chile: 000400679
- Biblioteca Nacional de España: XX1145519
- Bibliothèque nationale de France: cb11907313q (data)
- Catàleg d'autoritats de noms i títols de Catalunya: 981058520119106706
- CiNii: DA09420016
- Gemeinsame Normdatei: 118897772
- International Standard Name Identifier: 0000 0001 2134 7853
- Library of Congress Control Number: n80044450
- Nationale Bibliotheek van Letland: 000125448
- MusicBrainz: 61ab2306-3f9b-431d-97b1-39868b1b351b
- Bibliotheek van het Japanse parlement: 00443103
- Nationale Bibliotheek van Tsjechië: jn19990003407
- Nationale bibliotheek van Australië: 35188949
- Nationale Bibliotheek van Israël: 987007302323105171
- Nationale Bibliotheek van Polen: a0000002571326
- Nationale en Universitaire bibliotheek Zagreb: 000030317
- Nederlandse Thesaurus van Auteursnamen: 069650322
- PIC: 386622
- Réseau des bibliothèques de Suisse occidentale: 02-A003365058
- RKD-Nederlands Instituut voor Kunstgeschiedenis: 244023
- Istituto Centrale per il Catalogo Unico: CFIV006318
- SNAC: w6z140jj
- Système universitaire de documentation: 026919710
- Trove: 857712
- Virtual International Authority File: 59083797
- WorldCat: E39PBJcC3gTqrtwGhtPw7HXmVC